# بونسدورف
بونسدورف (به آلمانی: Bünsdorf) یک شهر در آلمان است که در رندسبورگ-اکرنفورده واقع شده‌است. بونسدورف ۶۰۸ نفر جمعیت دارد.